# Edmund Monson, 1. Baronet

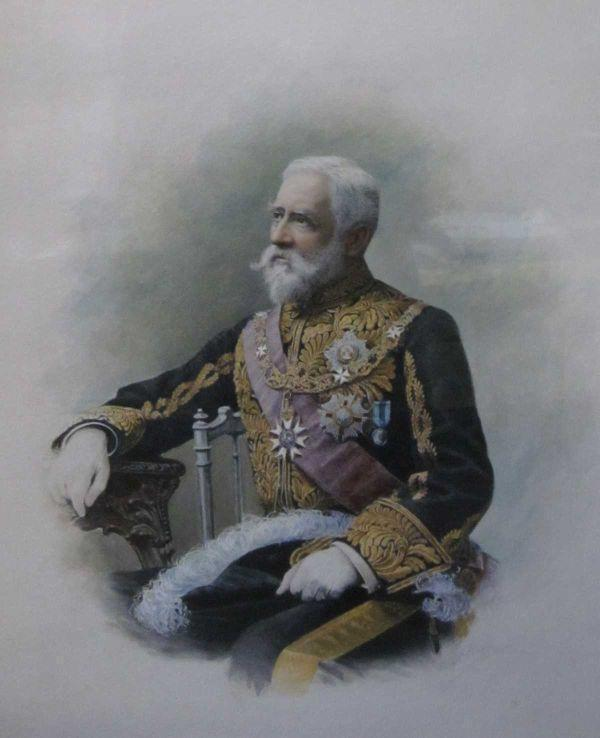
Sir Edmund Monson (Gemälde von Eugène Charles Picou)

Sir Edmund John Monson, 1. Baronet, GCB, GCMG, GCVO, PC  (* 6. Oktober 1834 in Chart Lodge, Seal, Kent, England; † 28. Oktober 1909) war ein britischer Diplomat, der unter anderem zwischen 1893 und 1896 Botschafter in Österreich-Ungarn sowie von 1896 bis 1905 Botschafter in Frankreich war.

## Leben
Edmund John Monson war das vierte von neun Kindern William John Monson, 6. Baron Monson (1796–1862) und dessen Ehefrau Eliza Larken (1803–1863). Sein ältester Bruder war der Politiker William John Monson (1829–1898), der 1862 den Titel als 7. Baron Monson erbte sowie 1886 zudem zum 1. Viscount Oxenbridge erhoben wurde. Sein zweitältester Bruder Debonnaire John Monson (1830–1900), erbte nach dem Tode des ohne männlichen Nachkommen verstorbenen ältesten Bruders 1898 den Titel als 8. Baron Monson. Sein drittältester Bruder Charles Edmund John Monson verstarb 1832 im Alter von nur elf Monaten, während sein jüngerer Bruder Charles John Monson 1846 im Alter von neun Jahren verstarb. Ein weiterer jüngerer Bruder war der anglikanische Geistliche Reverend Evelyn John Monson (1838–1892), der Vikar in Croft war. Daneben hatte er mit Florence Grace Monson (1840–1900), Theodosia Ann Monson und Eliza Edom Monson noch drei jüngere Schwestern hatte, von denen Florence unverheiratet blieb sowie Theodosia 1841 und Eliza 1849 noch im Jahr ihrer Geburt verstarben.
Edmund Monson selbst absolvierte nach dem Besuch des renommierten 1440 gegründeten Eton College ein Studium am Balliol College der Universität Oxford, welches er 1855 mit einem Master of Arts (MA) beendete. 1856 trat er in den diplomatischen Dienst (Her Majesty’s Diplomatic Service) ein und fand in den folgenden Jahren zahlreiche Verwendungen an Auslandsvertretungen sowie im Außenministerium. Daneben wurde er 1858 Fellow am All Souls College. Er war zwischen 1871 und 1878 Generalkonsul in Budapest und wurde für seine Verdienste 1878 zum Companion des Order of the Bath (CB) ernannt. Im Anschluss fungierte er von 1879 bis 1884 als Ministerresident in Uruguay. sowie daraufhin als Nachfolger von George Glynn Petre bis zu seiner Ablösung durch Henry de Norville 1884 für kurze Zeit als Gesandter in Argentinien. 1884 wurde er zum Gesandten im Königreich Dänemark ernannt und überreichte dort als Nachfolger von Hussey Vivian sein Akkreditierung. Er verblieb auf diesem Posten bis 1888 und wurde daraufhin von Hugh Guion MacDonell abgelöst. Am 29. Mai 1886 wurde er für seine Verdienste im Rahmen der „Birthday Honours“ als Knight Commander des Order of St Michael and St George (KCMG) geadelt, so dass er fortan das Prädikat „Sir“ führte.
1888 wurde Sir Edmund Monson Gesandter im Königreich Griechenland, wo er als Nachfolger von Sir Horace Rumbold, 8. Baronet sein Beglaubigungsschreiben überreichte. Er bekleidete dieses Amt bis 1892 und wurde daraufhin von Sir Edwin Henry Egerton abgelöst. Für seine Verdienste wurde ihm am 6. August 1892 zum Knight Grand Cross des Order of St Michael and St George (GCMG) erhoben. 1892 löste er erneut Hussey Vivian, 3. Baron Vivian, ab, und zwar dieses Mal als Gesandter im Königreich Belgien. Diesen diplomatischen Posten hatte er bis 1893 inne, woraufhin Sir Francis Richard Plunkett seine dortige Nachfolge antrat. 1893 wurde er des Weiteren Mitglied des Privy Council (PC) und daraufhin zum Botschafter in Österreich-Ungarn, wo er als Nachfolger von Sir Augustus Paget seine Akkreditierung übergab. Er hatte diese Funktion bis 1896 inne und wurde im Anschluss Sir Horace Rumbold, 8. Baronet, abgelöst. Im Rahmen der „Birthday Honours“ wurde er am 20. Mai 1896 außerdem zum Knight Grand Cross des Order of the Bath (GCB) erhoben.
Sir Edmund Monson, der Doktor des Zivilrechts (Doctor of Civil Law) und Doktor der Rechte (Doctor of Laws) war, übernahm zuletzt 1896 den Posten als Botschafter in Frankreich und überreichte dort als Nachfolger von Frederick Hamilton-Temple-Blackwood, 1. Marquess of Dufferin and Ava sein Beglaubigungsschreiben. Diese Funktion behielt er bis zu seinem Ausscheiden aus dem diplomatischen Dienst und seiner darauf folgenden Ablösung durch Sir Francis Bertie. In dieser Verwendung wurde ihm im Rahmen der „Birthday Honours“ am 4. Mai 1903 als Knight Grand Cross des Royal Victorian Order (GCVO) ausgezeichnet. Schließlich wurde ihm am 23. Februar 1905 in der Baronetage of the United Kingdom der erbliche Adelstitel Baronet, of Thatched House Lodge in the County of Surrey, verliehen.
Edmund John Monson war seit dem 6. Juli 1881 mit Eleanor Catherine Mary Munro († 1919) verheiratet, Tochter von Major James St. John Munro. Aus dieser Ehe gingen drei Söhne hervor. Der älteste Sohn Sir Maxwell William Edmund John Monson (1882–1936) erbte bei seinem Tod 1909 den Titel als 2. Baronet. Nach dessen Tode am 11. Januar 1936 erbte wiederum der zweitälteste Sohn Edmund St. John Debonnaire John Monson (1883–1969) den Titel als 3. Baronet. Dieser war wie sein Vater ebenfalls Diplomat und unter anderem Gesandter in Kolumbien, Mexiko, Lettland sowie in Schweden. Als auch dieser Sohn am 16. April 1969 verstarb, erbte schließlich der jüngste Sohn George Louis Esme John Monson (1888–1969), den Titel als 4. Baronet. Da auch dieser Sohn wenige Monate später am 21. November 1969 ohne männlichen Nachkommen verstarb, erlosch der Titel des Monson Baronet.

## Veröffentlichung
- Washington and the mother country, Brentano’s, Paris 1897

## Hintergrundliteratur
- Thomas Barclay: Thirty years, Anglo-French reminiscences (1876–1906), Houghton Mifflin, New York, 1914, S. 157
- T. G. Otte: The Foreign Office Mind. The Making of British Foreign Policy, 1865–1914, 2011, S. 138–139, 155–156